# LaLa (rivista)
LaLa è una rivista mensile giapponese di shōjo manga pubblicata da Hakusensha. Esce il 24 di ogni mese. LaLa è la seconda rivista shojo manga che Hakusensha ha pubblicato. Le serie che vengono pubblicate nella rivista sono raccolte in tankōbon sotto l'etichetta Hana to Yume Comics. La rivista, in un sondaggio condotto da Oricon nel 2006, è stata classificata 5ª insieme con Shōjo Comic della Shōgakukan e Weekly Shōnen Magazine della Kōdansha dalle ragazze giapponesi come loro antologia manga preferita.
I lettori della rivista sono 97% di sesso femminile. L'età dei lettori è assai varia. I minori di 13 anni ricoprono il 4%, i lettori tra i 13 e i 17 anni sono il 23,4% ; il 20%  hanno un'età compresa tra 18-20, il 13% dei lettori ha età compresa tra 21-23, mentre il restante 29,7%  sono di età dai 24 anni in su.

## Storia
Il primo numero di LaLa è uscito nel 1976  associata a Hana to yume come rivista bimestrale Hana to Yume LaLa (花 と ゆめ LaLa) al prezzo di ¥ 290. Primo editore della rivista era Nobumasa Konagai. Poi, nel settembre 1977, la rivista divenne mensile. Successivamente divenne un magazine indipendente con una rivista sorella, LaLa DX.

## Serie pubblicate
Segue un elenco di mangaka e i relativi manga pubblicati su LaLa.

### A
- Akimi Yoshida
  - Sakura no Sono
- Asuka Izumi
  - Kewl Stuff
  - Shinigami no Ballad
- Ayumi Uno
  - Okojo-san

### B
- Bisco Hatori
  - Host Club - Amore in affitto

### C
- Chitose Kaidō
  - Koi to shinzō

### H
- Hari Tokeino
  - Onī-chan to Issho
  - Gakuen babysitters
- Hiro Fujiwara
  - Maid-sama!

### J
- Jun Ishikawa
  - Uepon

### K
- Kana Niza
  - B.B Joker
- Ken Saitō
  - Racconti della famiglia Tendo
  - With!!
- Kiki
  - Mahō Tsukai no Sid&Rido Series
- Kure Yuki
  - La corda d'oro
- Kyōko Hikawa
  - Kanata kara

### M
- Mari Hirai
  - Kashō no Tsuki
- Masami Tsuda
  - Kareshi Kanojo no Jijō
  - Eeensy Weensy Monster
  - Omake no Kobayashi-kun
- Matsuri Hino
  - Meru Puri
  - Vampire Knight
  - Towarare no Mi no Ue
  - Wanted
- Mayu Fujikata
  - Aah, Itoshi no Banchō-sama(spostato su LalaDX)
- Meca Tanaka
  - Tennen Pearl Pink
  - Sailor Fuku ni Onegai!
  - Omukae desu
- Megumi Wakatsuki
  - Greatest na Watashitachi
  - So What?
  - Tsuki wa Higashi ni Hi wa Nishi ni
- Midorikawa Yuki
  - Akaku Saku Koe
  - Natsu ni wa Tameiki wo Tsuku
  - Hana Oi Hito
  - Hotarubi no Mori
  - Taion no Kakera
  - Natsume Yujin-Cho
- Minako Narita
  - Cipher
  - Miki&Yūti
  - Natural
- Minami Kawa
  - Champagne Shower
- Miyao Nekoyama
  - Kyō mo Minna Genki Desu
- Miwa Abiko
  - Mikan - Enikki

### N
- Nami Kawami
  - Inner Gartet
- Nari Kusakawa
  - Gertrude no Recipe
  - Jūni Hisoku no Palette
  - Ryū no Hanawazurai
- Natsumi Itsuki
  - Demon Sacred
  - Jū Ō Sei
  - Yakumo Tatsu
  - Hanasakeru Seishounen

### R
- Reiko Shimizu
  - La principessa splendente
  - Moon Child
  - Kaguya-hime
  - Tsuki no Ko
- Ryōko Yamagishi
  - Banshee
  - Dream
  - Fūin
  - Hi Izuru Tokoro Tenshi

### S
- Sakura Tsukuba
  - Land of the Blindfolded
  - Penguin Revolution
  - Mekakushi no Kuni
- Shinobu Amano
  - Last Game
- Sorata Akiduki
  - Shirayuki dai capelli rossi

### T
- Tomo Matsumoto
  - Beauty Honey
- Tooko Mizuno
  - Harukanaru toki no naka de
  - Ōji Game

### Y
- Yuki Kure
  - La corda d'oro
- Yuki Nakaji
  - Venus no Kataomoi
  - Zig☆Zag
- Yumiko Ōshima
  - Wata no Kuni Hoshi
- Yutaka Tachibana
  - Momoko Manual
  - Faerie Master